# 가미쓰키촌
가미쓰키촌(神着村)은 도쿄도 미야케 지청에 설치되었던 촌이다.

## 연혁
- 1923년 10월 1일 - 이즈 제도에의 도서 정촌제의 시행과 함께, 가미쓰키촌이 단독으로 촌제를 시행해 가미쓰키촌이 성립하여, 오시마 섬청 관할이 되었다.
- 1926년 - 오시마 섬청이 섬청 폐지에 수반해 오시마 지청에 개편하였다.
- 1940년 4월 1일 - 이즈 제도의 도서 정촌제가 보통 정촌제로 이행하였다.
- 1943년 - 미야케 지청 관할로 변경.
- 1946년 10월 1일 - 가미쓰키촌은 이즈촌, 이가야촌과 함께 합병해 미야케촌이 성립하여, 동일 가미쓰키촌은 폐지하였다.

## 전통 행사
우두천왕제 - 역병 퇴치를 목적으로 교토에서 간청한 것.통칭 덴노우사마. 축제에서는 신착용 목도리 북이 연주되고 1970년에는 보존회가 결성되었다. 고동의 북곡으로 알려진 '미야케'는 신착목심 북에서 영감을 얻은 것으로 세계 각지의 북 그룹에 의해 연주되고 있다.

## 참고 문헌
- 가도카와 일본 지명 대사전 편찬위원회『가도카와 일본 지명 대사전 13 도쿄도』, 가도카와 서점, 1978년, ISBN 4-04-001130-9
- 일본가제출판주식회사 편집부 『전국 시정촌명 변천총람』, 일본가제출판, 2006년, ISBN 4-8178-1318-0